# Zorn Instruments
Zorn Instruments GmbH & Co. KG ist ein Prüfmittelhersteller. Das Familienunternehmen mit Sitz in Stendal (Sachsen-Anhalt) entwickelt und produziert Messtechnik für Material- und Bodenprüfungen sowie Medizintechnik. Das Unternehmen beschäftigt 40 Mitarbeiter.

## Geschichte

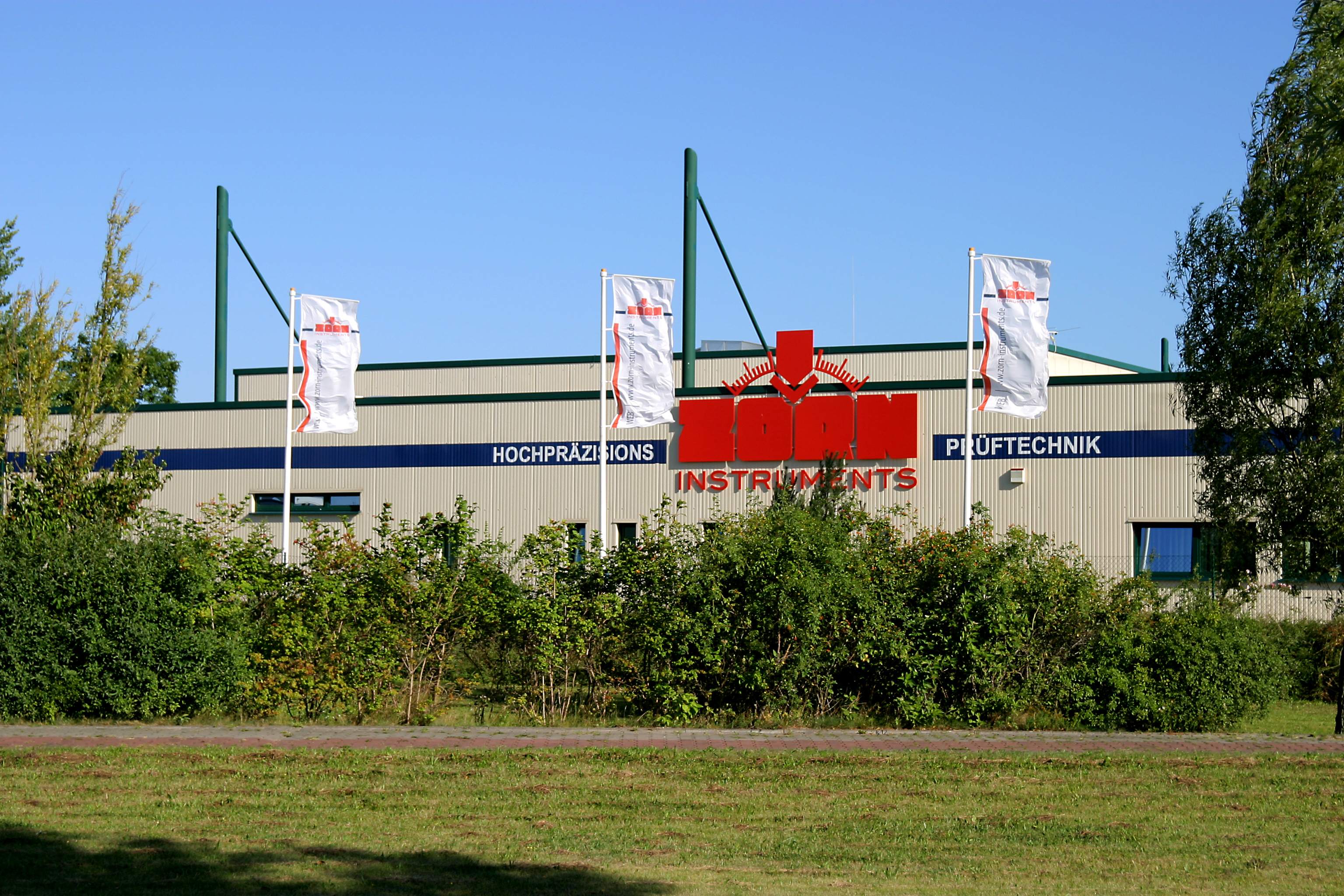
Stammsitz Stendal

1870 gründete Wilhelm Schließer die Mechanischen Werkstätten mit Sitz in Stendal, deren erste Produkte Nähmaschinen, Velozipeden und Laufräder waren. Diese wurden um weltweit exportierte Geldschränke und Tresore erweitert.
Nach dem Ersten Weltkrieg übernahm Ingenieur Otto Zorn die Fabrikation. Als gelernter Büchsenmacher beschäftigte er sich vornehmlich mit Schusswaffentechnik.
Während des Zweiten Weltkrieges wurde die Fabrik weitgehend zerstört. Gerhard Zorn betrieb das Unternehmen in den Nachkriegsjahren als Zulieferer für die Deutsche Reichsbahn.
1955 legte Gerhard Zorn mit der Entwicklung und Herstellung von Härteprüfgeräten für Metalle und Kunststoffe den Grundstein für das Hauptgeschäftsfeld des Unternehmens. Durch die Spezialisierung konnte sich das Unternehmen unter der Firmierung ‚Gerhard Zorn Mechanische Werkstätten‘ in der ehemaligen DDR der Enteignung entgegenstellen und blieb über den gesamten Zeitraum in Familienbesitz.
Im Jahre 1980 übernahm der heutige Geschäftsführer Bernd Zorn das Unternehmen. Der Betrieb beschäftigte 12 Mitarbeiter, für einen Handwerksbetrieb in der DDR die maximal zulässige Größe. Es wurden Materialprüfgeräte für Gummi und Stahl für den Inlandsbedarf, wie auch für den Export in das sozialistische Wirtschaftsgebiet und das westliche Ausland, gefertigt. Durch die Erwirtschaftung von Devisen war die Teilnahme an internationalen Messen schon vor dem Fall der Berliner Mauer möglich. Es wurde in 36 Länder exportiert. So lieferte man bspw. Gummihärteprüfer an die Kautschukindustrie Südamerikas.
Seit 1991 werden Bodenverdichtungsprüfgeräte entwickelt und gefertigt. Sogenannte Leichte Fallgewichtsgeräte erleichtern Bauunternehmen seitdem die Untergrundprüfung. Weiterhin werden Materialprüfgeräte und Medizintechnik gefertigt.
Seit 2016 firmiert das Unternehmen unter ,Zorn Instruments GmbH & Co. KG‘
Bis heute wurden mehr als 35.000 Prüfgeräte und Instrumente in alle Welt geliefert.

## Auszeichnungen (Auswahl)
- 2005: Qualitätspreis Sachsen-Anhalts[2]
- 2006: Großer Preis des Mittelstandes (Sachsen-Anhalt; Finalist)[3]
- 2006: Wirtschaftspreis Altmark (1. Preis)[4]
- 2008: Goldene Ehrennadel (Aussteller: IHK Magdeburg)[5]
- 2009: Großer Preis des Mittelstandes (Sachsen-Anhalt)[6]
- 2013: AEO-Zertifikat[7]
- 2013: Preis der deutschen Außenwirtschaft (2. Platz)[8]